# Michaela Bertalanitsch
Michaela Bertalanitsch (* 6. Januar 1991 in Jesendorf) ist eine deutsche Volleyballspielerin.

## Karriere
Bertalanitsch begann ihre Karriere im Alter von elf Jahren im Nachwuchs der Roten Raben Vilsbiburg und kam bis in die zweite Mannschaft. 2010 wechselte sie zum TV Dingolfing, mit dem sie in der Regionalliga und in der Zweiten Bundesliga Süd spielte. 2013 ging die Libera zum Zweitligisten NawaRo Straubing. Von 2013 bis 2015 spielte sie mit dem Verein in der Zweiten Bundesliga Süd, bevor der Aufstieg in die Bundesliga gelang. In der Saison 2015/16 stieg Straubing jedoch direkt wieder ab. Nach einer weiteren Saison in der Zweiten Liga wechselte Bertalanitsch 2017 zum Bundesligisten Rote Raben Vilsbiburg.